# Laura Dupuy Lasserre
Laura Dupuy Lasserre (sinh ngày 18 tháng 9 năm 1967) là một nhà ngoại giao người Uruguay và kể từ năm 2009 là Đại diện thường trực của Uruguay tại Văn phòng Liên Hợp Quốc tại Geneva với cấp bậc Đại sứ. Bà được bầu làm Chủ tịch Hội đồng Nhân quyền Liên Hợp Quốc năm 2011.

## Tiểu sử
Lasserre được sinh ra ở Montevideo năm 1967. Cô tốt nghiệp năm 1990 chuyên ngành Quan hệ quốc tế tại Đại học Cộng hòa Phương Đông của Uruguay.
Cô được bầu làm Chủ tịch Hội đồng Nhân quyền Liên Hợp Quốc cho nhiệm kỳ 2011-2012.
Dupuy từng là Giám đốc Luật Nhân quyền và Nhân đạo tại Bộ Ngoại giao Uruguay, với tư cách là Giám đốc Châu Mỹ, chịu trách nhiệm về quan hệ song phương với 34 quốc gia trong khu vực và là Chủ tịch của Diễn đàn Xã hội 2010 về Biến đổi Khí hậu và Nhân quyền.